# Їжак карликовий
Їжак карликовий — вид ссавців з роду африканських їжаків (Atelerix), родини їжакових (Erinaceidae). Цей вид також відомий як «африканський карликовий їжак». Він є близьким до їжака сомалійського (Atelerix sclateri).
Найбільше поширений у країнах, розташованих на півдні Сахари: Мавританії, Судані, Сенегалі. Мешкає у лісових масивах цих країн.
Довжина тіла — 15-25 см, маса тіла — 350—700 грамів.